# Marian Kisiel
Marian Zbigniew Kisiel (ur. 7 grudnia 1961 w Jędrzejowie) – polski poeta, tłumacz, krytyk literacki, badacz literatury polskiej XX wieku, nauczyciel akademicki.

## Życiorys
Ukończył polonistykę w Uniwersytecie Śląskim  w 1986. Tutaj obronił doktorat w 1991 (Twórczość Adama Czerniawskiego). Habilitację uzyskał w 1999 na podstawie dorobku naukowego oraz publikacji książkowej Zmiana. Z problemów świadomości literackiej przełomu 1955-1959 w Polsce. Od 2000 profesor Uniwersytetu Śląskiego, tytuł naukowy profesora otrzymał w 2004, od 2007 jest profesorem zwyczajnym. W 2015 otrzymał tytuł doktora honoris causa Akademii im. Jana Długosza w Częstochowie. Od początku związany z Uniwersytetem Śląskim, pracownik Zakładu Literatury XX i XXI wieku (w latach 1980-2016: Zakład Literatury Współczesnej) w Instytucie Nauk o Literaturze Polskiej im. Ireneusza Opackiego (2002-2019 kierownik tego zakładu). W latach 1996–2002 zastępca dyrektora, w latach 2002-2008 dyrektor Instytutu Nauk o Literaturze Polskiej. W latach 2008–2016 prodziekan ds. rozwoju i promocji Wydziału Filologicznego Uniwersytetu Śląskiego. Członek Komitetu Nauk o Literaturze PAN (w latach 2014-2019 członek prezydium), a także wielu towarzystw naukowych, m.in. Towarzystwa Literackiego im. Adama Mickiewicza i Towarzystwa Literackiego im. Teodora Parnickiego. Współzałożyciel Górnośląskiego Towarzystwa Literackiego (najpierw sekretarz, później wiceprezes, od 2022 prezes zarządu), członek Polskiego PEN Clubu i Stowarzyszenia Pisarzy Polskich. Przewodniczący Komitetu Okręgowego w Katowicach Olimpiady Literatury i Języka Polskiego (od 2008) oraz Olimpiady Literatury i Języka Polskiego dla Szkół Podstawowych (2019-2020). Przewodniczący i członek rad naukowych czasopism, m.in. „Logopedia Silesiana”, „Narracje o Zagładzie”, "Iudaica Russica", „Śląskie Studia Polonistyczne”, "Tematy i Konteksty", "InScriptum". Członek komitetów naukowych kongresów polonistycznych (krajowych i zagranicznych). Wykładał gościnnie na wielu uniwersytetach zagranicznych, m.in. w Bari, we Lwowie, Neapolu, Ołomuńcu, Opawie,  Pietrozawodsku, Sankt-Petersburgu, Rzymie, Sztokholmie, Toronto, Nowogrodzie Wielkim. Od czasów studenckich współpracownik wielu czasopism literackich i społeczno-kulturalnych. W roku 1987 został zastępcą redaktora naczelnego almanachu „Kwartał”. W latach 1995–2003 był kierownikiem działu krytyki i eseju, 2017-2022 zastępcą redaktora naczelnego, a od 2022 redaktorem naczelnym miesięcznika „Śląsk”.

## Członkostwo towarzystw naukowych i literackich
- Górnośląskie Towarzystwo Literackie (od 1993)
- Komisja Historycznoliteracka Polskiej Akademii Nauk – oddział w Katowicach (od 1993)
- Towarzystwo Literackie im. Teodora Parnickiego (od 1998)
- Stowarzyszenie Pisarzy Polskich (od 2000)
- Komisja Edukacji Szkolnej i Akademickiej przy Komitecie Nauk o Literaturze Polskiej Akademii Nauk (2004-2007)
- Towarzystwo Literackie im. Adama Mickiewicza (od 2005)
- Komitet Nauk o Literaturze Polskiej Akademii Nauk (od 2007)
- Stowarzyszenie im. Wilhelma Szewczyka (od 2017)
- Polski PEN Club (od 2018)

## Nagrody
- Medal im. Stanisława Grochowiaka (1988)
- Stypendium im. Tadeusza Borowskiego (1989)
- Nagroda Funduszu Literatury (1990)
- Nagroda Artystyczna dla Młodych Twórców Wojewody Katowickiego (1992, 1994)
- Nagroda im. Marka Jodłowskiego (1996)
- Nagroda Fundacji Nelli i Władysława Turzańskich (2003)
- Nagroda Miasta Sosnowca (2005)
- Nagroda Prezydenta Miasta Katowice (2018)
- Ianicius. Nagroda Artystyczna im. Klemensa Janickiego (2023)

## Odznaczenia
- Medal Komisji Edukacji Narodowej (2002)
- Złota Odznaka Za Zasługi dla Uniwersytetu Śląskiego (2005)
- Brązowy Medal „Zasłużony Kulturze Gloria Artis” (2005)
- Złota Odznaka Honorowa za Zasługi dla Województwa Śląskiego (2006)
- Srebrny Krzyż Zasługi (2006)[2]
- Odznaka honorowa „Zasłużony dla Kultury Polskiej” (2007)
- Order św. Stanisława III klasy (2010)
- Order św. Stanisława II klasy (2016)
- Srebrny Medal „Zasłużony Kulturze Gloria Artis” (2017)
- Medal im. Mariana Mikuty Zasłużonemu dla Kultury Teatralnej (2019)
- Złoty Krzyż Zasługi (2020)[3]

## Poezja
- Nie śnijcie mnie w waszych snach. Sosnowiec: Piwnica Literacka „Remedium” 1983, 20 s. [nlb].
- Kronika nocy. Wiersze z lat 1982-1990. Warszawa: Staromiejski Dom Kultury 1992, 56 s.
- Gdy stoję tak nieruchomo. Wiersze – przekłady – imitacje. Katowice: Towarzystwo Zachęty Kultury 1993, 40 s.
- Bliżej zimy niż lata. Wiersze – przekłady – imitacje. Katowice: Towarzystwo Zachęty Kultury 1995, 36 s.
- Wypominki. Wiersze z lat 1995-2008. Katowice: Śląsk Wydawnictwo Naukowe 2009, 46 s.
- Czułość. Wiersze. Katowice: Śląsk Wydawnictwo Naukowe 2011, 44 s.
- Było i się zmyło. Wiersze. Katowice: Śląsk Wydawnictwo Naukowe 2012, 64 s.
- Droga. Katowice: Śląsk Wydawnictwo Naukowe 2013, 66 s.
- C'est la vie. Wiersze. Katowice: Śląsk Wydawnictwo Naukowe 2014, 68 s.
- Martwa natura. Katowice: Śląsk Wydawnictwo Naukowe 2015, 60 s.
- Nieuchronnie zbliżam się do was. Wiersze z lat 1980-2015. Wyboru dokonał Andrzej Szuba. Kraków: Wydawnictwo Miniatura 2015, 104 s.
- Łazarz. Katowice: Śląsk Wydawnictwo Naukowe 2016, 60 s.
- Wieniec dla zmarłych. Wybór wierszy w układzie autora. Posłowie Katarzyna Niesporek. Katowice: Śląsk Wydawnictwo Naukowe 2017, 86 s.
- Uniesie nas wiatr. Katowice: Śląsk Wydawnictwo Naukowe 2018, 64 s.
- Zielone pola. Posłowie: E. Wróbel. Katowice: Śląsk Wydawnictwo Naukowe 2020, 66 s.

## Antologie i przekłady
- Co zostanie? Antologia młodej poezji. Wybór i oprac.: ..., Z. Łączkowski. Przedmowa: Z. Łączkowski. Posłowie: ... Warszawa: IW Pax 1992.
- Inny świt. Antologia młodej poezji na Śląsku. Wybór, wstęp i oprac.: ... Katowice: Górnośląskie Towarzystwo Literackie 1994.
- Zagłębie poetów. Antologia. Wybór i oprac. ... i P. Majerski, przy współudz. W. Wójcika. Przedmowa: M. Czarski. Wstęp: ... i P. Majerski. Katowice: Wydawnictwa Naukowe i Artystyczne Gnome 2002.
- Pod znakiem Ikara. Antologia poetycka. Wybór: T. Kijonka i … Wstęp: T. Kijonka. Katowice: Górnośląskie Towarzystwo Literackie 2004.
- Piołun i orchidea. Antologia dawnej poezji chińskiej. W wyborze i przekładzie ... Kraków: Wydawnictwo Miniatura 2016.
- Bai Juyi: Czytając Laozi. Wybór i przekład ... Kraków: Wydawnictwo Miniatura 2016.
- Bai Juyi: Na drogach Luoyangu. Wybór i parafrazy ... Kraków: Wydawnictwo Miniatura 2016.
- Złote Cygaro Wilhelma. Antologia Międzynarodowego Konkursu Poetyckiego w Czerwionce-Leszczynach. 1997-2016. Wybór i oprac. M. Czajkowska, ..., M. Śliwa. Przedmowa M. Czajkowska. Wstęp ... Współpraca R. Ratajczak, S. Zarzycka. Czerwionka-Leszczyny: Miejski Ośrodek Kultury 2016.
- Sołomon Bart: Nieuniknione. Oprac.: D. Hessen i L. Fleishman. Przekład: Z. Dmitroca, E. Skalińska i ... Warszawa: Wydawnictwo Naukowe UKSW 2016.
- Z księżyca nie spuszczam wzroku. Antologia poezji chińskiej XI-XIII wieku. Wybór i parafrazy ... Kraków: Wydawnictwo Miniatura 2017.
- Su Shi: Sięgnę po obłok na niebie. Wybór i parafrazy ... Kraków: Wydawnictwo Miniatura 2018.
- Wiatr kołysze lotosy. Antologia poezji chińskiej VII-X wieku. Wybór i parafrazy ... Kraków: Wydawnictwo Miniatura 2018.
- Rabindranath Tagore: Gitanjali. Pieśni ofiarne. Spolszczył ... Kraków: Wydawnictwo Miniatura 2020.
- Siergiej Andriejewski: Książka o śmierci. Wybrał i przeł. ... Katowice: Śląsk Wydawnictwo Naukowe 2021.
- Wikientij Wieriesajew: Sopra la morte. Wybrał i przeł. ... Katowice: Śląsk Wydawnictwo Naukowe 2022.
- Dmitrij Mereżkowski: Myśli i przeczucia. Wybór i przekład ... Katowice: Śląsk Wydawnictwo Naukowe 2022[4]
- Piotr Czaadajew: Fragmenty filozoficzne. Przeł. i oprac. ... Katowice: Śląsk Wydawnictwo Naukowe 2022.
- Lew Tołstoj: O miłości i śmierci. Myśli różnych autorów. Wybrał i przeł.  ... Katowice: Śląsk Wydawnictwo Naukowe 2023.
- Lew Karsawin: Poemat o śmierci. Przeł. i oprac. ... Katowice: Śląsk Wydawnictwo Naukowe 2023.

## Krytyka literacka, historia literatury
- Götterdämmerung. Emigracja wewnętrzna. Reduta (o literaturze i pokoleniu literackim lat osiemdziesiątych). Sosnowiec: Piwnica Literacka „Remedium” 1983, 44 s. [nlb].
- Czego nie ma w podręcznikach języka polskiego? (Mały przewodnik po współczesnej literaturze polskiej). Gliwice: Wokół Nas 1991, 120 s. – Wyd. 2, tamże 1992, 116 s.
- U podstaw twórczości Adama Czerniawskiego. Gliwice: Wokół Nas 1991, 128 s.
- Mały leksykon kultury. Style – kierunki – tendencje. Katowice: Videograf 1996, 276 s. [Współautorzy: J. Kisielowa, Z. Marcinów].
- Więzy i wzloty. Przełom 1955-1959 w literaturze polskiej – próba modelu. Kielce: Wydawnictwo Szumacher 1996, 52 s. [Seria Komisji Historycznoliterackiej PAN – oddział w Katowicach: Spotkania z literaturą, nr 18].
- Polskie pisma literackie. Warszawa: TVP1997, 52 s.
- Świadectwa, znaki. Glosy o poezji najnowszej. Katowice: Śląsk 1998, 244 s.
- Od Różewicza. Małe szkice o poezji. Katowice: Forum Sztuk 1999, 144 s.
- Zmiana. Z problemów świadomości literackiej przełomu 1955-1959 w Polsce. Katowice: Wydawnictwo Uniwersytetu Śląskiego 1999, 148 s. – Wyd. 2, tamże 2014, 224 s.
- Pamięć, biografia, słowo. Szkice o poetach dwóch generacji. Katowice: Wydawnictwa Naukowe i Artystyczne Gnome 2000, 126 s.
- Pokolenia i przełomy. Szkice o literaturze polskiej drugiej połowy XX wieku. Katowice: Wydawnictwo Uniwersytetu Śląskiego 2004, 184 s.
- Przypisy do współczesności. Katowice: Wyższa Szkoła Zarządzania Marketingowego i Języków Obcych 2006, 184 s.
- Ananke i Polska. O liryce Zdzisława Stroińskiego. Katowice: Wydawnictwo Uniwersytetu Śląskiego 2010, 172 s.
- Ruiny istnienia. Szkice o poetach mniej obecnych. Katowice: Wydawnictwo Uniwersytetu Śląskiego 2013, 160 s.
- Critica varia. Katowice: Wydawnictwo Uniwersytetu Śląskiego 2013, 256 s.
- Między wierszami. Jedenaście miniatur krytycznych. Katowice: Wydawnictwo Uniwersytetu Śląskiego 2015, 128 s
- Pożegnania. Kraków: Wydawnictwo Miniatura 2018, 80 s.
- Splot. Szkice o poezji polskiej, rosyjskiej i żydowskiej. Katowice: Wydawnictwo Uniwersytetu Śląskiego 2021, 240 s.
- Kairos. Szkice o poematach Karola Wojtyły. Kraków: Instytut Literatury 2022, 168 s.

## Prace edytorskie i redakcyjne
- Z. Łączkowski: Zaklęty jeleń. Wybór prozy poetyckiej z lat 1950-1990. Wybór i posłowie ... Warszawa: Staromiejski Dom Kultury 1992.
- P. Majerski, P. Majdanik: Trans-pozycje liryczne. Wyboru wierszy z lat 1988-1993 dokonał ... Katowice 1993.
- Kieszonkowa encyklopedia literatury i sztuki. Bohaterowie literatury polskiej. Pod red. ... Katowice: Videograf 1993.
- A. Wernerowa: Na wydmie z białą rybą. Wyboru wierszy dokonał: ... Katowice: Towarzystwo Zachęty Kultury 1994.
- Świat integralny. Pół wieku twórczości Tadeusza Różewicza. Materiały konferencji literackiej, 14 listopada 1994. Pod red. ... Katowice: Górnośląskie Towarzystwo Literackie 1994.
- Mity, stereotypy, konwencje. Prace ofiarowane Włodzimierzowi Wójcikowi. Pod red. B. Gutkowskiej, ..., E. Tutaj. Katowice 1995.
- Leksykon bohaterów literackich. Pod red...., M. Pytasza. Katowice: Videograf II 1995.
- Przełomy: rok 1956. Studia i szkice o polskiej literaturze współczesnej. Pod red. W. Wójcika, przy współudz. ... Katowice: Wydawnictwo Uniwersytetu Śląskiego 1996.
- Szkice o polskich pisarzach emigracyjnych. T. 1. Pod red. ... i W. Wójcika. Katowice: Towarzystwo Zachęty Kultury 1996.
- Śląsk inaczej. Materiały I Sesji Śląskoznawczej Pracowników Naukowych i Studentów Wydziału Filologicznego Uniwersytetu Śląskiego. Katowice, 25 kwietnia 1996. Pod red. T. Głogowskiego i ... Katowice: Towarzystwo Zachęty Kultury 1997.
- Sytuacja kultury w województwie katowickim. Pod red. ... Katowice: Towarzystwo Zachęty Kultury 1998.
- Familok. Materiały II Sesji Śląskoznawczej Pracowników Naukowych, Studentów i Gości Wydziału Filologicznego Uniwersytetu Śląskiego. Katowice, 15-16 maja 1997. Pod red. T. Głogowskiego, ... i M. Sporonia. Katowice: Towarzystwo Zachęty Kultury 1998.
- Słowo za słowo. Szkice o twórczości Tadeusza Różewicza. Pod red. ... i W. Wójcika. Katowice: Kwartalnik Literacki „FA-art” 1998.
- Szkolny słownik bohaterów literackich. Pod red. ... i M. Pytasza. Katowice: Videograf II 1998.
- Tadeusz Różewicz. Doctor honoris causa Universitatis Silesiensis. Oprac...., D. Rott i W. Wójcik. Katowice: Wydawnictwo Uniwersytetu Śląskiego 1999.
- Nowy Śląsk. Materiały III Sesji Śląskoznawczej Pracowników Naukowych, Studentów i Gości Wydziału Filologicznego Uniwersytetu Śląskiego. Katowice, 6-7 maja 1998. Pod red. T. Głogowskiego, ... i M. Sporonia. Katowice: Forum Sztuk 1999.
- Światy Tadeusza Różewicza. Materiały konferencji naukowej pod patronatem JM Rektora Uniwersytetu Śląskiego, 28 kwietnia 1999. [Pod red. ... i W. Wójcika]. Katowice: Wydawnictwa Naukowe i Artystyczne Gnome 2000.
- Hałda. Materiały IV Sesji Śląskoznawczej Pracowników Naukowych, Studentów i Gości Wydziału Filologicznego Uniwersytetu Śląskiego. Katowice, 6-7 maja 1999. Pod red. T. M. Głogowskiego i ... Katowice: Pallas Silesia 2000.
- Śląsk literacki. Materiały V Sesji Śląskoznawczej Pracowników Naukowych, Studentów i Gości Wydziału Filologicznego Uniwersytetu Śląskiego. Katowice, 8-9 listopada 1999. Pod red. B. Morcinek-Cudak, T. M. Głogowskiego i ... Katowice: Pallas Silesia 2001.
- Godność i styl. Prace dedykowane Włodzimierzowi Wójcikowi. Pod red...., przy współudz. P. Majerskiego i Z. Marcinowa. Katowice: Wydawnictwo Uniwersytetu Śląskiego 2003.
- Literackie Zagłębie. Materiały I sesji zagłębiowskiej. Pod red. ... i P. Majerskiego. Sosnowiec: Miejska Biblioteka Publiczna 2003.
- Słownik bohaterów literatury polskiej. Pod red. ... i M. Pytasza. Katowice: Videograf II 2004.
- Słownik bohaterów literatury powszechnej. Pod red. ... i M. Pytasza. Katowice: Videograf II 2004.
- Biografie z Zagłębia. Materiały II sesji zagłębiowskiej. Pod red. ... i P. Majerskiego. Sosnowiec: Miejska Biblioteka Publiczna 2004.
- Proza polska XX wieku. Przeglądy i interpretacje. T. 1. Pod red...., przy współudz. G. Maroszczuk. Katowice: Wydawnictwo Uniwersytetu Śląskiego 2005.
- O Janie Pierzchale. Materiały III sesji zagłębiowskiej. Pod red. ... i P. Majerskiego. Sosnowiec: Miejska Biblioteka Publiczna 2005.
- Słownik bohaterów literackich. Pod red. ... i M. Pytasza. Katowice: Videograf II 2005.
- Rocznik Sosnowiecki. T. 13: Pamięć miejsca. Pod red. ... Sosnowiec: Muzeum w Sosnowcu 2005.
- Nasz wiek XX. Style – tematy – postawy pisarskie. Pod red. ... i A. Opackiej. Katowice: Wyższa Szkoła Zarządzania Marketingowego i Języków Obcych 2006.
- Mozaika kultur. Materiały IV sesji zagłębiowskiej. Pod red. ... i P. Majerskiego. Sosnowiec: Miejska Biblioteka Publiczna 2006.
- Intymność wyrażona. Pod red. ... i M. Tramera. Katowice: Wydawnictwo Uniwersytetu Śląskiego 2006.
- Symbole Zagłębia. Materiały V sesji zagłębiowskiej. Pod red. ... i P. Majerskiego. Sosnowiec: Miejska Biblioteka Publiczna 2007.
- Po pierwsze: Śląsk. Tadeuszowi Kijonce w siedemdziesiątą rocznicę urodzin. Pod red. ... i T. Siernego. Katowice: Śląsk Wydawnictwo Naukowe 2007.
- Śląski Wawrzyn Literacki 2006. Pod red. ... i J. Malickiego. Katowice: Biblioteka Śląska 2007.
- Zagłębiowskie rody. Materiały VI sesji zagłębiowskiej. Pod red. ... i P. Majerskiego. Sosnowiec: Miejska Biblioteka Publiczna 2008.
- Artyści z Zagłębia. Materiały VII sesji zagłębiowskiej. Pod red. ... i P. Majerskiego. Sosnowiec: Miejska Biblioteka Publiczna 2009.
- Nie byłem sam. Na siedemdziesięciolecie urodzin Feliksa Netza. Pod red. ... i T. Siernego. Katowice: Śląsk Wydawnictwo Naukowe 2009.
- Pisarze z Zagłębia. Materiały VIII sesji zagłębiowskiej. Pod red. ... i P. Majerskiego. Sosnowiec: Miejska Biblioteka Publiczna 2010.
- Ex pago Silensi. Zbiór jubileuszowy dla Alojzego Lyski. Pod red. ... i T. Siernego. Katowice: Śląsk Wydawnictwo Naukowe 2011.
- Architektura Zagłębia. Materiały IX sesji zagłębiowskiej. Pod red. ... i P. Majerskiego. Sosnowiec: Miejska Biblioteka Publiczna 2011.
- Dlaczego Suchanek? Spojrzenia i interpretacje. Pod red. ... Gdańsk: Fundacja Światło Literatury 2011.
- Przyroda Zagłębia. Materiały X sesji zagłębiowskiej. Pod red. ... i P. Majerskiego. Sosnowiec: Miejska Biblioteka Publiczna 2012.
- Sławomir Mrożek. Doctor honoris causa Universitatis Silesiensis. Red. … Katowice: Wydawnictwo Uniwersytetu Śląskiego 2012.
- Tomas Tranströmer. Doctor Honoris Causa Universitatis Silesiensis. Red. …, R. Molencki. Katowice: Wydawnictwo Uniwersytetu Śląskiego 2014.
- Światy poetyckie Stanisława Krawczyka. Pod red. … i P. Majerskiego. Katowice: Śląsk Wydawnictwo Naukowe 2014.
- Światy poetyckie Tadeusza Kijonki. Pod red. … i T. Siernego. Katowice: Śląsk Wydawnictwo Naukowe 2016.
- Światy poetyckie Andrzeja Szuby. Pod red. … i P. Majerskiego. Katowice: Śląsk Wydawnictwo Naukowe 2016.
- Światy poetyckie Wilhelma Szewczyka. Pod red. … i K. Niesporek. Katowice: Śląsk Wydawnictwo Naukowe 2016.
- Światy poetyckie Tadeusza Sławka. Pod red. E. Bartos i … Katowice: Śląsk Wydawnictwo Naukowe 2017.
- Światy poetyckie Feliksa Netza. Pod red. J. Kisiel i … Katowice: Śląsk Wydawnictwo Naukowe 2017.
- Światy poetyckie ks. Jerzego Szymika. Pod red. …, K. Niesporek i T. Siernego. Katowice: Śląsk Wydawnictwo Naukowe 2018.
- Światy poetyckie Bolesława Lubosza. Pod red. … i K. Niesporek. Katowice: Śląsk Wydawnictwo Naukowe 2018.
- Tadeusz Kijonka (10 listopada 1936 - 30 czerwca 2017). Oprac. ... i T. Sierny. Katowice: Urząd Miasta 2018.
- Światy poetyckie Jerzego Lucjana Woźniaka. Pod red. … i K. Niesporek. Katowice: Śląsk Wydawnictwo Naukowe 2019.
- Światy poetyckie Edwarda Zymana. Pod red. … i B. Szałasta-Rogowska. Katowice: Śląsk Wydawnictwo Naukowe 2019.
- Historia – biografia – literatura. Studia i szkice o literaturze polskiej XX i XXI wieku. Pod red. E. Dutki i … Katowice: Wydawnictwo Uniwersytetu Śląskiego 2019.
- „Kontynenty”. T. 1: Studia o twórczości Andrzeja Buszy. Red. … i J. Pasterski.  Katowice: Wydawnictwo Uniwersytetu Śląskiego 2019.
- Światy poetyckie Floriana Śmiei. Pod red. … i K. Niesporek. Katowice: Śląsk Wydawnictwo Naukowe 2020.
- Światy poetyckie Stanisława Horaka. Pod red. E. Bartos i … Katowice: Śląsk Wydawnictwo Naukowe 2021.
- Wilhelm Szewczyk: Pasje strasburskie. Oprac. ... Posłowie: K. Niesporek. Czerwionka-Leszczyny: Miejski Ośrodek Kultury - Wydawnictwo "Vectra" 2021.
- Historia i los. Szkice o twórczości Władysława Lecha Terleckiego. Pod red. ..., J. Warońskiej-Gęsiarz, E. Wróbel. Instytut Literatury, Kraków 2022.